# 이이카네촌
이이카네촌(猪位金村)은 후쿠오카현 다가와군에 있던 촌이다. 현재의 다가와시, 가마시 일부에 해당한다.